# ヴィン・ディーゼル
ヴィン・ディーゼル（Vin Diesel, 1967年7月18日 - ）は、アメリカ合衆国の俳優、脚本家、映画監督、映画プロデューサー。本名はマーク・シンクレア・ヴィンセント（Mark Sinclair Vincent）。ニューヨーク市出身。身長182cm。2000年代以降のハリウッドを代表するアクションスターである。映画製作会社One Race Filmsを設立、筋金入りのゲーマーとしても知られていて、ゲーム開発会社Tigon Studiosを所有している。

## プロフィール
ニューヨークにてイタリア系及び黒人系の両親から生まれる。ただし父とは会ったことがなく、演劇関係者であった義父の元で育つ。
7歳のときにグリニッジ・ヴィレッジの劇場で初舞台を踏む。養父が運営していた劇団の舞台にも立った。ニューヨーク市立大学ハンター校で英文学を学ぶが、3年で中退して俳優になるべくハリウッドへ向かうも役を得ることができず、ニューヨークに戻る。戻った後、母親の勧めもあり、自分で脚本を書いて1994年に短編映画『Multi-Facial』を制作。この作品は3日の撮影期間、3,000ドルという超低予算での制作であったが、1995年のカンヌ国際映画祭で高い評価を得た。
1998年、『Multi-Facial』を見たスティーヴン・スピルバーグ監督に抜擢されて『プライベート・ライアン』に出演し、これがチャンスとなった。スピルバーグが存在感にほれ込み、脚本中に無かった役を彼のために作ったといわれている。この時彼は31歳で年収2万ドル(約200万円)であった。
2000年、『ピッチブラック』で、リディックという残忍で強靭な肉体を持つ囚人の役を演じた。
2001年、『ワイルド・スピード』のドミニク・トレット役を演じた。以降、自身を代表するシリーズとなる。
2002年、主演映画『トリプルX』にて、エクストリームスポーツのエキスパートという役柄を演じた。
2004年、『リディック』で4年ぶりにリディック役を演じた。
2009年『ワイルド・スピード MAX』にて、8年ぶりに主演としてドミニク役を演じ、本作から製作としても関わり、以降の作品も参加している。
2013年、『ワイルド・スピード EURO MISSION』にて、ドミニク役で出演し「2014年MTVムービーアワード BEST ON-SCREEN DUO」を受賞、また『リディック：ギャラクシー・バトル』にて、9年ぶりにリディックを演じた。
2014年、『ガーディアンズ・オブ・ギャラクシー』にて、グルート役のモーションキャプチャ及び声を担当した。
2015年、『ワイルド・スピード SKY MISSION』にて、ドミニク役で出演。全世界で15億ドルを超え、シリーズ最大のヒットとなった。また、「Forbes」誌が毎年発表する高額出演料ランキングにおいて4700万ドルを稼ぎ出し、3位となった。
2017年、この年は自身が参加するシリーズが3本公開された。『トリプルX：再起動』で15年ぶりにザンダー・ゲイジを演じ、『ワイルド・スピード ICE BREAK』ではドミニク役、『ガーディアンズ・オブ・ギャラクシーリミックス』にて、ベビー・グルートの声で出演した。「フォーブス」誌の「世界で最も稼いだ俳優」ランキングにおいて5450万ドルを稼ぎ出し、3位となった。

## 私生活
2008年4月、ガールフレンドのパロマ・ジメンネズとの間に娘が生まれている。2010年に息子、2015年3月には娘が生まれており名前は2013年11月に急逝した親友のポール・ウォーカーからとっている。また、息子は『ワイルド・スピード/ジェットブレイク』において父親が演じた役柄の幼少期を演じている。

## フィルモグラフィ

### 映画
| 年   | 題名                                                                         | 役名                                | 備考                                                                         | 吹き替え                                      |
| ---- | ---------------------------------------------------------------------------- | ----------------------------------- | ---------------------------------------------------------------------------- | --------------------------------------------- |
| 1990 | レナードの朝 Awakenings                                                      | 病院の用務員                        | ノンクレジット                                                               |                                               |
| 1995 | Multi-Facial                                                                 | マイク                              | 短編映画 兼監督・脚本・製作                                                  | N/A                                           |
| 1997 | ストレイ・ドッグ Strays                                                      | リック                              | 兼監督・脚本・製作 日本劇場未公開                                            | 不明                                          |
| 1998 | プライベート・ライアン Saving Private Ryan                                   | エイドリアン・カパーゾ二等兵        |                                                                              | 山野井仁（ソフト版） 安井邦彦（テレビ朝日版） |
| 1999 | アイアン・ジャイアント The Iron Giant                                        | アイアン・ジャイアント              | 声の出演                                                                     | 郷里大輔                                      |
| 2000 | マネー・ゲーム Boiler Room                                                   | クリス                              | 別題『マネー・ゲーム 株価大暴落』                                            | 西凜太朗                                      |
| 2000 | ピッチブラック Pitch Black                                                   | リチャード・B・リディック           |                                                                              | 後藤哲夫（旧ソフト版） 西凜太朗（新ソフト版） |
| 2001 | ワイルド・スピード The Fast and The Furious                                  | ドミニク・トレット                  | 内田直哉（ソフト版） 菅田俊（テレビ朝日版） 楠大典（ザ・シネマ版）           |                                               |
| 2001 | ノックアラウンド・ガイズ Knockaround Guys                                    | テイラー・リース                    | 乃村健次                                                                     |                                               |
| 2002 | トリプルX xXx                                                                | ザンダー・ケイジ                    | 兼製作総指揮                                                                 | 西凜太朗（ソフト版） 江原正士（テレビ朝日版） |
| 2003 | ブルドッグ A Man Apart                                                       | ショーン・ヴェッター                | 兼製作総指揮                                                                 | 楠大典（ソフト版） 山寺宏一（テレビ東京版）   |
| 2004 | リディック The Chronicles of Riddick                                         | リチャード・B・リディック           |                                                                              | 大塚明夫                                      |
| 2004 | リディック アニメーテッド The Chronicles of Riddick: Dark Fury               | リチャード・B・リディック           | 声の出演                                                                     | 西凜太朗                                      |
| 2005 | キャプテン・ウルフ The Pacifier                                              | シェーン・ウルフ                    |                                                                              | ゴリ                                          |
| 2006 | コネクション マフィアたちの法廷 Find Me Guilty                               | ジャッキー・ディノーシオ            | 不明                                                                         |                                               |
| 2006 | ワイルド・スピードX3 TOKYO DRIFT The Fast and The Furious: Tokyo Drift       | ドミニク・トレット                  | カメオ出演                                                                   | 内田直哉（ソフト版） 楠大典（ザ・シネマ版）   |
| 2007 | ヒットマン Hitman                                                            | N/A                                 | 製作総指揮                                                                   | N/A                                           |
| 2008 | バビロン A.D. Babylon A.D.                                                   | トーロップ                          |                                                                              | 大塚明夫                                      |
| 2009 | ワイルド・スピード MAX Fast & Furious                                        | ドミニク・トレット                  | 楠大典（劇場公開・ソフト版1） 内田直哉（ソフト版2） 大塚明夫（テレビ朝日版） |                                               |
| 2011 | ワイルド・スピード MEGA MAX Fast Five                                        | ドミニク・トレット                  | 兼製作                                                                       | 楠大典                                        |
| 2013 | ワイルド・スピード EURO MISSION Fast & Furious 6                             | ドミニク・トレット                  | 兼製作                                                                       | 楠大典                                        |
| 2013 | リディック: ギャラクシー・バトル Riddick                                     | リチャード・B・リディック           | 兼製作                                                                       | 大塚明夫                                      |
| 2014 | ガーディアンズ・オブ・ギャラクシー Guardians of the Galaxy                   | グルート                            | モーションキャプチャ、声の出演                                               | 遠藤憲一                                      |
| 2015 | ワイルド・スピード SKY MISSION Fast & Furious 7                              | ドミニク・トレット                  | 兼製作                                                                       | 楠大典                                        |
| 2015 | ラスト・ウィッチ・ハンター The Last Witch Hunter                             | コールダー                          | 兼製作                                                                       | 楠大典                                        |
| 2016 | ビリー・リンの永遠の一日 Billy Lynn's Long Halftime Walk                     | シュルーム                          |                                                                              | 楠大典                                        |
| 2017 | トリプルX:再起動 xXx: The Return of Xander Cage                              | ザンダー・ケイジ                    | 兼製作                                                                       | 西凜太朗                                      |
| 2017 | ワイルド・スピード ICE BREAK The Fate of the Furious                         | ドミニク・トレット                  | 兼製作                                                                       | 楠大典                                        |
| 2017 | ガーディアンズ・オブ・ギャラクシー:リミックス Guardians of the Galaxy Vol. 2 | ベビー・グルート                    | 声の出演                                                                     | 遠藤憲一                                      |
| 2018 | アベンジャーズ/インフィニティ・ウォー Avengers: Infinity War                 | グルート                            | 声の出演                                                                     | 遠藤憲一                                      |
| 2018 | シュガー・ラッシュ:オンライン Ralph Breaks the Internet                      | ベビー・グルート                    | 声の出演（カメオ出演）                                                       | 遠藤憲一                                      |
| 2019 | アベンジャーズ/エンドゲーム Avengers: End Game                               | グルート                            | 声の出演                                                                     | 遠藤憲一                                      |
| 2020 | ブラッドショット Bloodshot                                                   | レイ・ギャリソン / ブラッドショット | 兼製作                                                                       | 楠大典                                        |
| 2021 | ワイルド・スピード/ジェットブレイク Fast & Furious 9                         | ドミニク・トレット                  | 兼製作                                                                       | 楠大典                                        |
| 2022 | ソー:ラブ&サンダー Thor: Love and Thunder                                    | グルート                            | 声の出演                                                                     | 遠藤憲一                                      |
| 2023 | ガーディアンズ・オブ・ギャラクシー:VOLUME 3 Guardians of the Galaxy Vol. 3   | グルート                            | 声の出演                                                                     | 遠藤憲一                                      |
| 2023 | ワイルド・スピード/ファイヤーブースト Fast X                                 | ドミニク・トレット                  | 兼製作                                                                       | 楠大典                                        |
| 2027 | Fast X Part 2                                                                | ドミニク・トレット                  | 兼製作                                                                       | 楠大典                                        |
| TBA  | Riddick: Furya                                                               | リチャード・B・リディック           | 兼製作                                                                       |                                               |

### テレビ
| 年   | 題名                                                                                                | 役名               | 備考                      | 吹替     |
| ---- | --------------------------------------------------------------------------------------------------- | ------------------ | ------------------------- | -------- |
| 2019 | ワイルド・スピード/スパイレーサー Fast & Furious Spy Racers                                         | ドミニク・トレット | 計4話声の出演             | 楠大典   |
| 2022 | アイ・アム・グルート I Am Groot                                                                     | ベビー・グルート   | 声の出演                  | 遠藤憲一 |
| 2022 | ガーディアンズ・オブ・ギャラクシー ホリデー・スペシャル The Guardians of the Galaxy Holiday Special | グルート           | 声の出演 テレビスペシャル | 遠藤憲一 |
| 2023 | ARK:アニメーションシリーズ Ark: The Animated Series                                                 | サンティアゴ       | 声の出演 兼製作総指揮     |          |

### テレビゲーム
| 年   | 題名                                               | 役名                      | 備考                          |
| ---- | -------------------------------------------------- | ------------------------- | ----------------------------- |
| 2004 | The Chronicles of Riddick: Escape from Butcher Bay | リチャード・B・リディック | 声の出演                      |
| 2009 | The Wheelman                                       | ミロ・ブリック            | 声の出演                      |
| 2009 | The Chronicles of Riddick: Assault on Dark Athena  | リチャード・B・リディック | 声の出演                      |
| 2010 | Fast & Furious Crossroads                          | ドミニク・トレット        | 声の出演                      |
| 2023 | ARK 2 Ark 2                                        | サンティアゴ・ダ・コスタ  | 声の出演 モーションキャプチャ |

## 日本語吹替
当初、作品ごとに異なる声優が務めていたが、『ブルドッグ』で初担当した楠大典が『ワイルド・スピード MAX』のドミニク・トレット役を演じて以降、主に担当している。
このほかにも、内田直哉、西凜太朗、大塚明夫なども複数回、声を当てている。

## 参照
1. 1 2  “Vin Diesel Biography (1967–)”.   Filmreference.com. 2010年9月8日閲覧。
2. ↑  “CNN.com – Vin Diesel: From nightclub bouncer to action hero – August 12, 2002”. CNN. (2002年8月12日) 2010年9月8日閲覧。
3. ↑  “Diesel is running hot”.   Jam.canoe.ca (2000年2月17日). 2010年9月8日閲覧。
4. ↑  “「最も稼いだ男性俳優」ランキング発表！”. 2018年11月8日閲覧。
5. ↑  “フォーブス誌「世界で最も稼ぐ俳優」2017年ランキングTOP30”. 2018年11月8日閲覧。
6. ↑  “『ワイルド・スピード』のヴィン・ディーゼルに女児誕生”. シネマトゥデイ. (2008年6月9日) 2012年12月1日閲覧。
7. ↑  Vin Diesel reveals his new baby's very special name, a tribute to Paul Walker